# Zidane: A 21st Century Portrait
Zidane: A 21st Century Portrait — альбом-саундтрек группы Mogwai, созданный для фильма «Zidane, un portrait du 21e siècle», издан в 2006 году.

## Об альбоме
В 2005 году Дуглас Гордон предложил группе Mogwai сочинить песни к его документальному фильму «Zidane, un portrait du 21e siècle», на что музыканты ответили согласием. Группа конструировала музыку таким образом, что на альбоме присутствует импровизация. Звуки альбома непривычны для рок-музыки: партии фортепиано, чрезвычайно мелодичный дух. Все песни в альбоме новые, кроме «Black Spider» и «7:25», которые были в альбомах Rock Action и Come on Die Young.
Zidane: A 21st Century Portrait является пока единственным саундтреком Mogwai, полностью записанным музыкантами. Группа также участвовала в создании саундтрека к фильму «Фонтан».

## Список композиций
| №   | Название                        | Длительность |
| --- | ------------------------------- | ------------ |
| 1.  | «Black Spider»                  | 5:02         |
| 2.  | «Terrific Speech 2»             | 4:06         |
| 3.  | «Wake Up and Go Berserk»        | 4:45         |
| 4.  | «Terrific Speech»               | 4:45         |
| 5.  | «7:25»                          | 5:11         |
| 6.  | «Half Time»                     | 6:49         |
| 7.  | «I Do Have Weapons»             | 4:15         |
| 8.  | «Time and a Half»               | 5:56         |
| 9.  | «It Would Have Happened Anyway» | 2:34         |
| 10. | «Black Spider 2»                | 4:12         |
| 11. | «untitled [hidden track]»       | 23:06        |